# A Chance Deception
A Chance Deception è un cortometraggio muto del 1913 diretto da D.W. Griffith.

## Produzione
Il film fu prodotto dalla Biograph Company. Venne girato a New York.

## Distribuzione
Distribuito dalla General Film Company, il film - un cortometraggio di una bobina - uscì nelle sale cinematografiche USA il 24 febbraio 1913. Fu presentato nel Regno Unito il 1º marzo 1913. Il 7 febbraio 1916 ne fu distribuita una riedizione per il mercato statunitense.